# De Rokade (Spijkenisse)
De Rokade is een gebouw in de wijk De Elementen in de Nederlandse gemeente Nissewaard. Het gebouw is 113 meter hoog met 33 verdiepingen. De eerste paal van het gebouw, dat is ontworpen door Rien de Ruiter van Klunder Architecten, ging op donderdag 1 april 2008 de grond in. In december 2010 was de eerste oplevering.

## Naam
Het ontwerp van het gebouw, met een zwarte en een witte kant, zorgde ervoor dat men op de naam De Rokade kwam. Een rokade is een bijzondere zet uit het schaakspel.

## Ontwerp
Van de 263 woningen in het gehele gebouw begint de plint op de begane grond met 6 studio's (koop) en commerciële ruimtes (huur) en op de 1e t/m 5e verdieping komen 90 huurappartementen voor 55+'ers. Boven op de plint komt de toren. Deze toren is net als de plint verdeeld in een zwart en wit deel en bevat 173 twee-, drie- en vierkamerappartementen (koop).
Het gebouw bevat 285 parkeerplaatsen. Hierboven komen vier evenementendekken, die met elkaar door middel van bruggen verbonden zijn. Hun totale oppervlakte is circa 1900 vierkante meter. Lodewijk Hoekstra zal deze ruimtes vormgeven. Op de begane grond vindt men ook nog ruimte voor winkels, horeca, gezondheidszorg en kantoren. Net zoals bij het gebouw ernaast, De Vier Werelden, zal De Rokade gebruikmaken van aardwarmte.

### De Partytuin
De Partytuin is de eerste van vier evenementendekken. In het midden van het dek zal een groot schaakbord geplaatst worden, wat naar de naam van het complex verwijst.
De tuin geeft ook ruimte voor festijnen, als een buurtfeest of braderie. De tuin heeft verder nog loofgangen, dakplatanen en bankjes.

### De Alluretuin
Dit is de tweede tuin. Deze tuin grenst aan de hoofdingang en bevat een waterpartij, die bijna de gehele oppervlakte beslaat. Deze waterpartij zal 's nachts verlicht worden. Om het water zullen bomen in bakken te vinden zijn.

### De Natuurlijke Tuin
Dit is de derde tuin. Deze tuin is geheel beplant met verscheiden plantensoorten. De tuin bevat organische lijnen en is met onder andere taxus en gras beplant, om zo ook in de winter begroeiing te hebben.

### De Architectuur-Tuin
Dit is de vierde en laatste tuin. Het dek is geheel bekleed met gras en beeldt door middel van kleine verhogingen de golven die een druppel in water veroorzaakt uit. Op het dek zijn verder geen banken, lichten of planten te vinden.